# Lascoria orneodalis
Lascoria orneodalis là một loài bướm đêm thuộc họ Noctuidae. Nó được tìm thấy ở tropical và subtropical America.
Ấu trùng ăn các loài Lycopersicon.